# Hieracium bosniacum
Hieracium bosniacum es una especie de planta con flor del género Hieracium, de la familia Asteraceae, orden Asterales.

## Distribución
Hieracium bosniacum se distribuye por Albania, Bulgaria, Grecia y  Yugoslavia.

## Taxonomía
Fue descrita científicamente por Freyn. Fue publicada en Bull. Herb. Boissier 3: 508, 654 (1895).